# SPIRIT (2006年の映画)
『SPIRIT』（原題：霍元甲）は、2006年の香港・中華人民共和国合作による清代末期に実在した武術家霍元甲を描いたカンフー・アクション映画。
主演のジェット・リーはこの作品の中で、自分にとっての武術に対する思いや、「恨みは恨みしか呼ばないということ」、そして「武術を励むものにとっての人生の目的とはなにか」といった自身の信条を取り入れるようにしたと語っている。

## ストーリー
清代末期。名門武家に生まれたフォ・ユァンジア（霍元甲）は、父・霍恩第から病弱だと言う理由で、武術を教われなかった。そのことがフォの好奇心を一層掻き立て、兄や他の弟子たちの練習をこっそりと盗み見、親友のジンスンの助けも借りながら、独学で習得して行った。やがて、成長し、大人になったユァンジアは、連戦連勝。天津では彼に敵う者はいなくなっていた。だが、親友のジンスンすら止められない傲慢さから恨みを買い、復讐のために母親と娘を趙一門に殺されてしまう。
生きる意義を見失い、悲しみと罪悪感で抜け殻となったユァンジアは天津を離れ、何千キロもさまよい歩く。すべての望みを失くしていた先に辿り着いたのは、スン(孫)おばあさんと盲目の孫娘ユエツーが住む静かな山村だった。名を偽り、村民たちと生活していたユァンジアだったが、ふたりの優しさ、純朴さに触れ、次第に生きる希望を見出し、徐々に闘志を蘇らせて行く。そして、本当の『強さ』の意味を知るのだった。天津に戻る決心をし山村を後にしたユァンジアは、数年ぶりに天津に戻る。我が家は何も変わっていなかった。親友のジンスンが自分の家財道具を売り払ってでも、そのままにしておいてくれたのだ。
しかし、中国は大きな脅威にさらされていた。西洋の力持ちが「東アジアの腰抜けどもをやっつけてやる」と息巻いていた。中国人の尊厳を取り戻すために再び格闘技の場に上がったユァンジアは、この力持ち・オブライアンとの対決で勝利。ユァンジアは1910年6月1日、上海精武体操学校（上海精武体育会の前身）を設立する。しかしユァンジアの勝利が中国国民の反欧感情に火をつけるのではないかと懸念した中国駐在の外国商会や日本人の三田らは、ユァンジアの気勢をそぐため、4名の外国勢とユァンジアとの対決を企てる。その無謀な申し出を快く承諾するユァンジア。そして1,000人を超える観衆がかたずを飲んで見守る中、世紀の決戦が幕を開けた。
1910年9月14日、異種格闘技戦が始まった――。
欧米列強を代表する3名の屈強な男たちと日本人武道家の田中安野の4名と続けて対戦しなければならない不利なユァンジア。会場に渦巻く興奮。しかし、死力を尽くして闘うユァンジアの胸にある思いは、勝者の栄光を掴むこととはまったく無縁の、静かにたぎる情熱だった。
欧米のボクサー、フェンシングの達人など3名に勝利したユァンジアは最後の田中と対決することになった。ユァンジアに不利な条件のこのような無謀な試合形式だと知らされていなかった田中は、ユァンジアに日を改めての自分とユァンジアだけの正式対戦をすることを提案するも、ユァンジアはこのままでいいとして4人目の試合が始まる。田中の日本刀とユァンジアの三節棍による武器を使った対戦は互角の勝負で引き分けとなった。
次の空手とカンフーによる素手対戦の前、外国商会の三田は休憩席でユァンジアの飲むお茶を毒入りのものに入れ替える細工をする。その茶を飲んで試合に入ったユァンジアは途中で黒い吐瀉物を出し倒れるなど具合が悪くなり、異変に気づいた田中は中断をした。ユァンジアの弟子たちは病院にすぐ行くよう説得するが、ユァンジアは最後まで試合をすることを決める。その決意に田中も手を抜かずにユァンジアと対峙し、二人の死闘が続けられ、決定打を田中の胸くらわしたユァンジアだったがそれと同時に倒れた。
それを見た外国商会はユァンジアの負けと判定するも、田中はユァンジアを抱きかかえて彼の拳を上げ「フォ・ユァンジア」と叫んで自分の負けを認める。ユァンジアの勝利で湧き上がる中国人民の歓声の試合後、外国商会の三田は、どういうつもりだと田中に食ってかかるが、田中は自分の心に嘘はつけないとやり返し、卑怯な三田に向って「お前は日本人の恥だ」と一喝した。
笑顔のユァンジアは薄れゆく意識の中、ユエツーがいる山村で武術の型の演舞をし、戻ってきたユァンジアを察知し駆け寄るユエツーに微笑むが、その姿はすぐに消える。試合後のユァンジアは病院に運ばれたが、まもなく亡くなった。享年42。だがその武術精神は今日まで受け継がれている。

## キャスト
| 役名                       | 俳優                     | 日本語吹替 |
| -------------------------- | ------------------------ | ---------- |
| フォ・ユァンジア（霍元甲） | ジェット・リー（李連杰） | 池田秀一   |
| 田中安野                   | 中村獅童                 | 中村獅童   |
| ユエツー（月慈）           | スン・リー（孫儷）       | 魏涼子     |
| ミスター三田               | 原田眞人                 | 原田眞人   |
| ノン・ジンスン（農勁蓀）   | ドン・ヨン（董勇）       | 坂東尚樹   |
| 霍恩第（霍元甲の父）       | コリン・チョウ（鄒兆龍） | 中博史     |
| 翠（霍元甲の娘）           | スー・アイリン           | 川田妙子   |
| ヘラクレス・オブライアン   | ネイサン・ジョーンズ     | 山野井仁   |
| チン師匠                   | チェン・ツィーフィ       | 石塚運昇   |
| ロイフ（霍元甲の従者）     | ティン・リャン           | 辻親八     |

## スタッフ
- 監督：ロニー・ユー
- 製作：ビル・コン
- 脚本：クリスティン・トー、クリス・チョウ
- 撮影：プーン・ハンサン
- アクション監督：ユエン・ウーピン
- 美術：ケネス・マック
- 音楽：梅林茂
- 衣装：＜中国＞トーマス・チェン、＜日本＞ワダ・エミ
- 編集：ヴァージニア・カッツ

日本語吹替版スタッフ
- 演出：簑浦良平
- 翻訳：中島多恵子
- 録音・調整：新井保雄
- 担当：米屋林太郎
- プロデューサー：尾谷アイコ
- 制作：ワーナー・ホーム・ビデオ
HALF H･P STUDIO

## 訴訟問題
2006年3月23日、中国国家知識産権局によると、あまりにも事実と異なる虚構の物語を作り、霍家の名誉を著しく傷つけたとして、国内唯一の健在者である孫の霍寿金が、プロデューサーらを相手取り、公開式の謝罪を求めて、北京市海淀区人民法院に訴訟を起こした。
映画内に「この物語はフィクションです」と明記されていることから、名誉を傷つけるにあたらないとして、この訴訟は退けられた。

## 受賞
2006年度香港映画評論学会大獎
- 最優秀男優賞：李連杰
- 推薦映画獎

2007年度香港電影金像奨
- 最優秀アクション設計賞：ユエン・ウーピン